# Ture Gabriel Bielke
Ture Gabriel Bielke, född den 3 december 1684 i Stockholm, död 11 maj 1763, var en svensk greve, krigare och statsman.

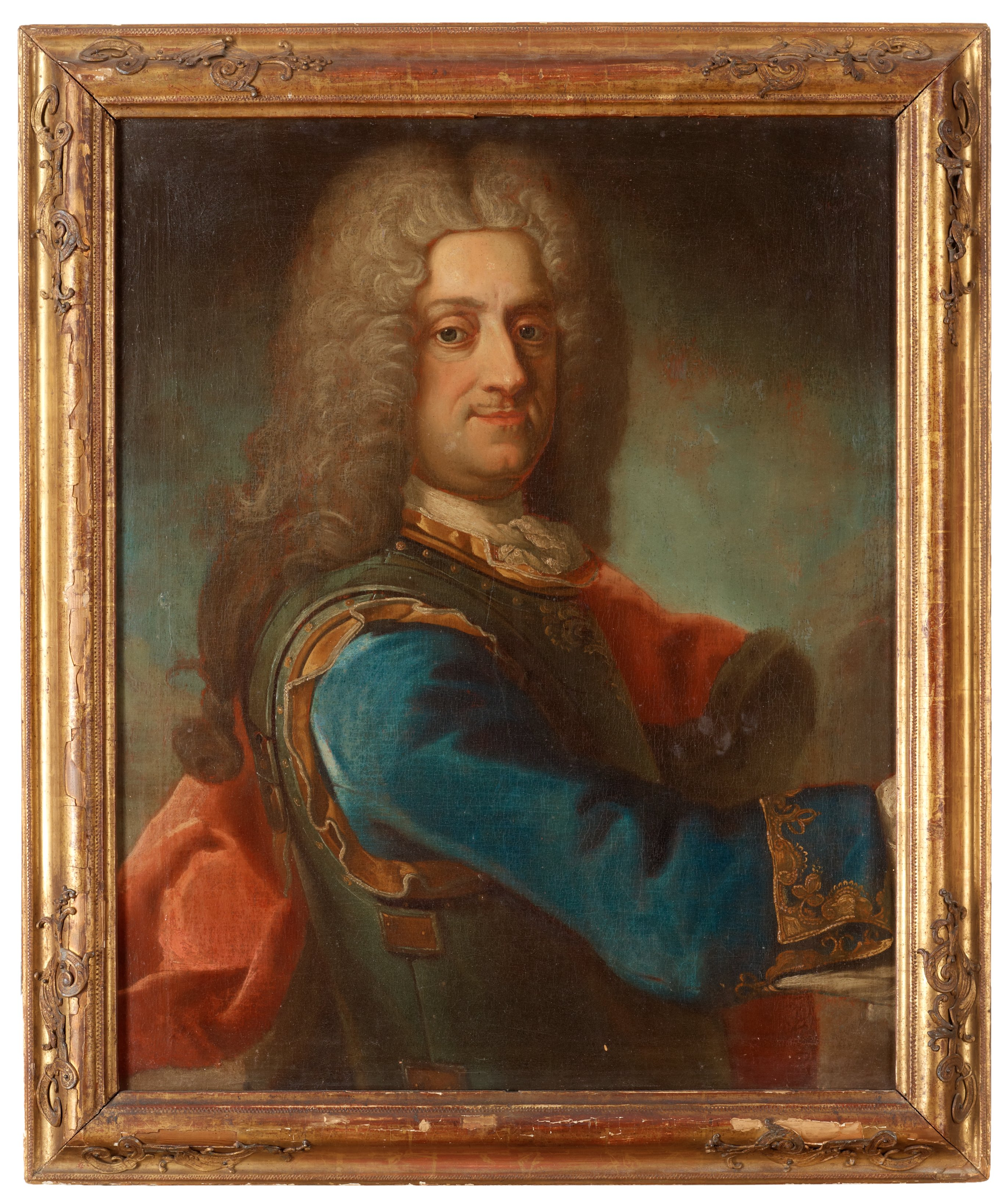
Ture Gabriel Bielke av Martin van Meytens.

## Biografi

### Militär karriär
Ture Gabriel Bielke var son till greve Nils Bielke och Eva Horn af Marienborg. Efter en uppfostran, värdig hans börd och familjens anseende, började Bielke vid tjugu års ålder sin krigarbana som enkel ryttare för faderns rusthåll. Han genomgick under Karl XII:s fälttåg alla graderna från korpral till kornett och utnämndes först 1711 till ryttmästare, sedan han följt konungen till Bender och dit återkommit från en beskickning till Konstantinopel och Pruth. I kalabaliken i Bender, där han med lejonmod kämpade vid konungens sida, blev han tillfångatagen av tatarerna, men lyckades undkomma och följde Carl från Bender till Didymóteicho.
Efter konungens hemkomst deltog Bielke såsom överste för Bohusläns regemente i fälttåget mot Norge och blev efter dess slut generalmajor och tjänstgjorde för en tid som minister i Wien. Om det andra Norska fälttåget sade Bielke:
| ”                                                              | Vi väntar ett svårt fälttåg. Vi har fått befallning att tåga framåt, men vägarna är usla och allt annat därefter. Snart bliver det väl än värre. Men tig min mun så får du socker! | „ |
| – Ture Gabriel Bielke, Karl XII En Biografi av Bengt Liljegren | |   |

### Politisk karriär
Efter att ha spelat en framstående roll vid frihetstidens första riksdagar blev han år 1727 inkallad i rådet, där han slöt sig till Arvid Horns parti. Han blev därför, när Hattpartiet vid 1738 års riksdag kom till makten, jämte fyra andra entledigad ur rådet – dock med bibehållande av sin titel och en årlig pension. Att ett dylikt behandlingssätt skulle hos Bielke framkalla bittra känslor, ligger i öppen dag, och han gjorde också allt vad på honom berodde att bereda sina motståndare avbräck samt blev också i sin ordning från deras sida utsatt för ett bittert hat. Hattarna tog sig också 1741 anledning att på grund av lindrigt sagt otillräckliga, om ens några, bevis om hans delaktighet i de Gyllenstiernska stämplingarna, (Gustaf Johan Gyllenstierna), fråndöma honom pensionen och ålägga honom vistas på sina gods.
Det olyckliga ryska kriget föranledde dock snart en förändring i maktställningen vid riksdagen, och redan 1742 återfick Bielke sin pension, men försöken att återinsätta honom på sin forna plats i rådet lyckades hattarna avvärja. Under den bittra strid om makten, som föregick 1746–1747 års riksdag och där erhöll sitt avgörande för en lång tid, ansågs Bielke jämte Samuel Åkerhielm spela den förnämsta rollen i mössornas "krigsråd", och inget tvivel finnes om att de inlåtit sig i ganska intima förbindelser med ryske ministern von Korff, vars stötande och övermodiga uppträdande avgjorde segern till hattarnas förmån. Härigenom omöjliggjordes Bielkes fullständiga upprättelse, ända tills 1761 då efter hattarnas andra olyckliga krig deras välde började falla sönder och Bielke återfick sitt rådsämbete.
Ture Gabriel Bielke som avled 11 maj 1763, ansågs genom sitt med hög börd förenade representativa uppträdande i hög grad danad till partichef, och var därför alltid av sina motståndare föremål för livlig fruktan.
Bielkes andra hustru, Anna Margareta Oxenstierna, var enligt samtiden hans politiska partner. Liksom sin kusin Charlotta von Liewen och dennas dotter Sigrid var hon mösspartist. Då Arvid Horns ställning försvagades ansågs Oxenstierna stå bakom Bielkes kritiserade beteende då han utmanade Horns position, eftersom hon uppmanat honom att ta större plats under riksdagen 1738.

### Familj
Bielke gifte sig 12 maj 1715 på Högesta med grevinnan Charlotta Christina Piper, dotter till överstemarskalken Carl Piper och Christina Törnflycht. De fick tillsammans barnen Eva Charlotta Bielke (1717–1794) (stammoder till friherrliga ätten Gyllenkrook) som var gift med hovmarskalken Fredrik Gustaf Gyllenkrok, överstemarskalken Nils Adam Bielke (1724–1792) och Christina Sophia Bielke (1727–1803) (stammoder till grevliga ätten Rudenschöld) som var gift med riksrådet Carl Rudenschöld.
Bielke gifte sig andra gången 25 februari 1731 med grevinnan Anna Margareta Oxenstierna af Croneborg (1692–1755), dotter av guvernören Gabriel Oxenstierna af Croneborg och grevinnan Christina Oxenstierna af Södermöre. Anna Margareta Oxenstierna var änka efter översten Carl Ulrik Torstenson. Bielke och Oxenstierna fick tillsammans sonen kammarherren Axel Bielke (1732–1752).

## Utnämningar och eftermäle
Den 27 februari 1764 hölls ett åminnelsetal över Ture Gabriel Bjelke i frimurarlogen Konung Adolph Friedrichs loge.
Bielke utnämndes 1748 till Riddare Serafimerorden och Kommendör av Svärdsorden. 1760 invaldes han som ledamot nummer 166 av Kungliga Vetenskapsakademien.